# Lista över historiska länder och riken
Det här är en lista över länder och riken som inte längre existerar som självständiga stater. En del av länderna i listan finns fortfarande kvar men med ett nytt namn eller som en del av ett annat land.

## Historiska länder och riken

### Afrika

#### Norra Afrika
- Bejliket Tunis
- Emiratet Cyrenaica
- Kungariket Egypten
- Kungariket Libyen
- Mamluksultanatet (Kairo)
- Mauretania
- Republiken Egypten (1953–1958)
- Rifrepubliken

#### Nordöstra Afrika
- Kungariket Aksum
- Hamassien
- Kejsardömet Etiopien
- Kush

#### Afrikas horn
- Adalsultanatet
- Dervischstaten
- Punt
- Staten Somaliland
- Somaliska demokratiska republiken

#### Västra Afrika
- Ashantiriket
- Biafra
- Dahomey
- Folkrepubliken Benin
- Ghanariket
- Kungariket Benin
- Malifederationen
- Maliriket
- Republiken Benin (1967)
- Republiken Dahomey
- Republiken Maryland
- Republiken Övre Volta
- Songhairiket
- Sossoriket

#### Afrikas stora sjöar
- Buganda
- Folkrepubliken Zanzibar och Pemba
- Kungariket Burundi
- Kungariket Rwanda
- Sultanatet Zanzibar
- Tanganyika
- Wituland

#### Centralafrika
- Bagirmi
- Bornu
- Centralafrikanska kejsardömet
- Kanem-Bornu
- Kongo-Léopoldville
- Kongoriket
- Loango
- Lundariket
- Wadai
- Zaire

#### Södra Afrika
- Barotseland
- Folkrepubliken Angola
- Folkrepubliken Moçambique
- Kungariket Mutapa
- Nieuwe Republiek
- Oranjefristaten
- Republiken Natalia
- Republiken Swellendam
- Sydafrikanska republiken
- Sydafrikanska unionen
- Zululand

### Asien

#### Östasien
- Kinesiska sovjetrepubliken
- Kejsardömet Korea
- Republiken Ezo
- Republiken Taiwan (1895)
- Manchukuo
- Mongoliska folkrepubliken
- Kungariket Ryukyu
- Tuvinska folkrepubliken

#### Sydostasien
- Champa
- Kungariket Sarawak
- Sultanatet Malacka
- Nordvietnam
- Sydvietnam

Sydasien
- Chola
- Mogulriket
- Marathariket
- Guptariket
- Bijapur
- Mysore
- Hyderabad
- Travancore
- Pandyas

#### Anatolien
- Osmanska riket
- Latinska riket

#### Mesopotamien
- Assyrien
- Babylonien
- Kurdiska kungariket
- Kungariket Irak

#### Persien
- Persiska riket
- Medien
- Partien
- Ilkhanatet
- Mahabadrepubliken

#### Levanten
- Mitanni
- Kejsardömet Trabzon
- Kungariket Jerusalem

#### Arabiska halvön
- Fördragsstaterna
- Muskat och Oman
- Jabal Shammar
- Kungariket Hijaz
- Kungariket Jemen
- Arabrepubliken Jemen
- Sydarabiska federationen
- Sydjemen

### Europa

#### Norden
- Storfurstendömet Finland
- Demokratiska Republiken Finland
- Finlands socialistiska arbetarrepublik
- Kungariket Finland
- Kungariket Island
- Kalmarunionen
- Danmark-Norge
- Svensk-norska unionen

#### Moderna Frankrike
- Frankerriket
- Västfrankiska riket
- Mellanfrankiska riket
- Östfrankiska riket
- Burgund
- Kungariket Frankrike
- Kungariket Frankrike (1791–1792)
- Första franska republiken
- Första franska kejsardömet
- Andra franska republiken
- Julimonarkin
- Andra franska kejsardömet
- Tredje franska republiken
- Vichyfrankrike
- Fjärde franska republiken
- Kungariket Angelo-Korsika

#### Moderna Tyskland
- Tysk-romerska riket
- Rhenförbundet
- Tyska förbundet
- Nordtyska förbundet
- Kejsardömet Tyskland
- Weimarrepubliken
- Nazityskland
- Västtyskland
- Östtyskland
- Elsass-Lothringen
- Hertigdömet Anhalt
  - Anhalt-Bernburg
  - Anhalt-Dessau
  - Anhalt-Köthen

- Kungariket Bayern
  - Bayerska rådsrepubliken
- Bremen
- Hertigdömet Braunschweig
- Fria staden Frankfurt
- Hamburg
- Kungariket Hannover
- Lantgrevskapet Hessen-Darmstadt
- Lantgrevskapet Hessen-Homburg
- Kurfurstendömet Hessen
- Hohenzollern-Hechingen
- Hohenzollern-Sigmaringen
- Hertigdömet Holstein
- Furstendömet Lippe
- Fria hansastaden Lübeck
- Mecklenburg-Schwerin
- Mecklenburg-Strelitz
- Hertigdömet Nassau
- Storhertigdömet Oldenburg
- Hertigdömet Pommern
- Preussen
  - Hertigdömet Preussen
  - Brandenburg-Preussen
  - Kungariket Preussen
- Reuss-Gera
- Reuss-Greiz
- Sachsen-Altenburg
- Sachsen-Coburg-Saalfeld
- Sachsen-Coburg-Gotha
- Sachsen-Gotha
- Sachsen-Hildburghausen
- Sachsen-Lauenburg
- Sachsen-Meiningen
- Sachsen-Weimar-Eisenach
- Kungariket Sachsen
- Schaumburg-Lippe
- Hertigdömet Schleswig
- Schwarzburg-Rudolstadt
- Schwarzburg-Sondershausen
- Waldeck-Pyrmont
- Württemberg

#### Italienska halvön
- Republiken Alba
- Republiken Ambrosien
- Republiken Ancona
- Furstendömet Benevento (Napoleontiden)
- Republiken Bergamo
- Republiken Brescia
- Bolognesiska republiken
- Kungariket Bägge Sicilierna
- Centralitaliens förenade provinser
- Cisalpinska republiken
- Cispadanska republiken
- Republiken Cospaia
- Republiken Crema
- Kungariket Etrurien
- Hertigdömet Florens
- Republiken Florens
- Republiken Genua
- Republiken Italien (Napoleontiden)
- Kungariket Italien (Napoleontiden)
- Kungariket Italien
- Kyrkostaten
- Liguriska republiken
- Lombardiska kungariket
- Kungariket Lombardiet-Venetien
- Hertigdömet Lucca
- Republiken Lucca
- Furstendömet Lucca och Piombino
- Hertigdömet Mantua
- Hertigdömet Massa och Carrara
- Hertigdömet Milano
- Hertigdömet Modena och Reggio
- Kungariket Neapel
- Hertigdömet Parma
- Parthenopeiska republiken
- Republiken Pescara
- Piemontesiska republiken
- Furstendömet Pontecorvo
- Republiken Reggio
- Kungariket Rom
- Romerska republiken
- Romerska republiken (1849)
- Romerska republiken (Napoleontiden)
- Romerska riket
- Salòrepubliken
- Kungariket Sardinien
- Kungariket Sicilien
- Hertigdömet Sora
- Stati degli presidii
- Subalpinska republiken
- Furstendömet Taranto
- Tiberinska republiken
- Storhertigdömet Toscana
- Transpadanska republiken
- Fria territoriet Trieste
- Republiken Venedig
- Venedigprovinsen

#### Moderna Storbritannien
- Förenade kungariket Storbritannien och Irland
  - Kungariket Storbritannien
    - Kungariket England
- Wessex
- Mercia
- Kungariket Östangeln
- Northumbria
  - Kungariket Skottland
- Engelska samväldet
  - Protektoratet
- Danelagen
- Dalriada

#### Irland
- Herredömet Irland
- Kungariket Irland
- Kungariket Connacht
- Republiken Connacht
- Irländska republiken (1919-1922)
- Irländska fristaten
- Dalriada

#### Lågländerna
- Furstbiskopsdömet Liège
- Belgiens förenta stater
- Republiken Förenade Nederländerna
- Bataviska republiken
- Kungariket Holland

#### Moderna Polen
- Polsk-litauiska samväldet
- Republiken Lemko
- Hertigdömet Warszawa
- Fria staden Danzig
- Galiziens socialistiska sovjetrepublik
- Stadsstaten Krakow
- Kongresspolen
- Andra polska republiken
- Folkrepubliken Polen

#### Baltiska staterna
- Storfurstendömet Litauen
- Kungariket Litauen
- Kungariket Litauen (1918)
- Polsk-litauiska samväldet
- Mellanlitauen
- Hertigdömet Kurland

#### Rumänien
- Dakien
- Furstendömet Moldau
- Furstendömet Valakiet
- Förenade furstendömena Moldavien och Valakiet
- Kungariket Rumänien
- Socialistiska republiken Rumänien

#### Ryssland
- Kievrus
- Gyllene horden
- Tsarryssland
- Kejsardömet Ryssland
- Ryska republiken
- Ryska SFSR
- Sovjetunionen
  - Vitryska SSR
  - Ukrainska SSR
- Sovjetrepubliken Nargö

#### Ungern
- Kungariket Ungern
- Demokratiska republiken Ungern
- Ungerska rådsrepubliken
- Kungariket Ungern (1920–1946)
- Andra ungerska republiken
- Folkrepubliken Ungern

#### Tjeckien och Slovakien
- Samos rike
- Stormähren
- Kungariket Böhmen
- Slovakiska rådsrepubliken
- Tjeckoslovakien
- Första tjeckoslovakiska republiken
- Andra tjeckoslovakiska republiken
- Tredje tjeckoslovakiska republiken
- Socialistiska republiken Tjeckoslovakien
- Tjeckiska och slovakiska federativa republiken

#### Balkanhalvön
- Andra bulgariska riket
- Andra grekiska republiken
- Antika Makedonien
- Autonoma albanska republiken Korça
- Bysantinska riket
- Despotatet Epirus
- Folkrepubliken Bulgarien
- Franska departementen i Grekland
- Fria territoriet Trieste
- Fristaten Fiume
- Furstendömet Bulgarien
- Furstendömet Kroatien
- Furstendömet Montenegro
- Furstendömet Serbien
- Furstendömet Serbien (Medeltiden)
- Förbundsrepubliken Jugoslavien
- Första bulgariska riket
- Första grekiska republiken
- Grekiska staten (1941–1944)
- Habsburgska monarkin
- Illyriska provinserna
- Joniska öarnas förenta stater
- Jugoslavien
- Kejsardömet Österrike
- Kungariket Albanien (1928–1939)
- Kungariket Bosnien
- Kungariket Bulgarien
- Kungariket Dalmatien
- Kungariket Grekland
- Kungariket Illyrien
- Kungariket Jugoslavien
- Kungariket Kroatien (Habsburg)
- Kungariket Kroatien (Medeltiden)
- Kungariket Kroatien och Slavonien
- Kungariket Montenegro
- Kungariket Serbien
- Kungariket Serbien (Medeltiden)
- Kungariket Slavonien
- Kungariket Thessaloniki
- Latinska riket
- Markgrevskapet Istrien
- Oberoende staten Albanien
- Oberoende staten Kroatien
- Odrysiska kungariket
- Osmanska riket
- Paganien
- Paionien
- Pannoniska Kroatien
- Republiken Ragusa
- Republiken Prekmurje
- Republiken Strandzha
- Republiken Tamrash
- Republiken Venedig
- Septinsularrepubliken
- Serbien och Montenegro
- Serbiska despotdömet
- Serbiska tsardömet
- Slovenernas, kroaternas och serbernas stat
- Socialistiska federativa republiken Jugoslavien
- Socialistiska folkrepubliken Albanien
- Sparta
- Storfurstendömet Serbien
- Ståthållardömet Carnaro
- Transleithanien
- Zeta
- Österrike-Ungern
- Österrikiska kustlandet
- Östfrankiska riket
- Östrumelien

#### Kaukasus
- Kungariket Armenien (Antiken)
- Kungariket Armenien (Medeltiden)
- Kungariket Georgien
- Transkaukasiska demokratiska federativa republiken
- Demokratiska republiken Georgien
- Republiken Armenien (1918–1920)
- Demokratiska republiken Azerbajdzjan
- Bergiga republiken Armenien

#### Iberiska halvön
- Bonapartiska Spanien
- Kalifatet Córdoba
- Kungariket Navarra
- Kungariket Galicien
- Kungariket Aragonien
- Kungariket Kastilien
- Emiratet Granada
- Kungariket Granada
- Grevskapet Portugal
- Kungariket Portugal
- Kungariket Algarve
- Galiciska republiken

### Nordamerika
- Centralistiska republiken Mexiko
- Republiken Vermont
- Första mexikanska kejsardömet
- Republiken Västra Florida
- Republiken Texas
- Republiken Kalifornien
- Alta California
- Amerikas konfedererade stater
- Andra mexikanska kejsardömet
- Aztekriket
- Mayakulturen
- Republiken Rio Grande
- Republiken Yucatán
- Centralamerikanska federationen
- Los Altos
- Republiken Sonora
- Republiken Baja California

### Oceanien
- Tonganska imperiet
- Kungariket Bora Bora
- Kungariket Tahiti
- Kungariket Fiji
- Kungariket Hawaii
- Hawaiis provisoriska regering
- Republiken Hawaii
- Kungariket Rarotonga
- Kungariket Sarawak

### Sydamerika
- Republiken Acre
- Kungariket Araukanien och Patagonien
- Kungariket Chimor
- Storcolombia
- Republiken Nya Granada
- Granadinska konfederationen
- Colombias förenta stater
- Inkariket
- Republiken Nordperu
- Republiken Sydperu
- Peru-bolivianska konfederationen

## Kolonier, Protektorat och Territorier

### Afrika
- Anglo-egyptiska Sudan
- Basutoland
- Bechuanalandprotektoratet
- Brittiska Bechuanaland
- Brittiska Kaffraria
- Brittiska Kamerun
- Belgiska Kongo
- Brittiska Somaliland
- Brittiska Togoland
- Brittiska Östafrika
- Centralafrikanska federationen
- Dahomey
- Danska Guldkusten
- Franska Afar- och Issaterritoriet
- Franska Algeriet
- Franska Ekvatorialafrika
- Franska Kamerun
- Franska Kongo
- Franska protektoratet Marocko
- Franska protektoratet Tunisien
- Franska Somaliland
- Franska Sudan
- Franska Togoland
- Franska Västafrika
- Guldkusten
- Italienska Cyrenaica
- Italienska Eritrea
- Italienska Libyen
- Italienska Tripolitanien
- Italienska Östafrika
- Kapkolonin
- Kenyakolonin
- Khedivatet Egypten
- Kolonin och protektoratet Nigeria
- Kongostaten
- Lagoskolonin
- Natalkolonin
- Nederländska Guldkusten
- Nederländska Kapkolonin
- Nigerkustprotektoratet
- Nordrhodesia
- Nordöstrhodesia
- Norra Nigeriaprotektoratet
- Nyasaland
- Osmanska Algeriet
- Oranjeflodskolonin
- Portugisiska Guinea
- Portugisiska Kap Verde
- Portugisiska Västafrika
- Portugisiska Östafrika
- Rhodesia
- Ruanda-Urundi
- Spanska Guinea
- Spanska protektoratet Marocko
- Spanska Sahara
- Stellaland
- Sultanatet Egypten
- Svenska Guldkusten
- Sydafrikanska unionen
- Sydrhodesia
- Sydvästafrika
- Södra Nigeriaprotektoratet
- Tanganyika
- Tanganyikaterritoriet
- Togoland
- Transvaalkolonin
- Tyska Kamerun
- Tyska Sydvästafrika
- Tyska Östafrika

### Asien
- Adenkolonin
- Brittiska Hongkong
- Brittiska Indien
- Franska Indien
- Franska Indokina
- Portugisiska Indien
- Portugisiska Macao
- Sydarabiska federationen

### Europa
- Italienska öarna i Egeiska havet
- Helgoland
- Joniska öarnas förenta stater
- Kronkolonin Malta

### Nordamerika
- Brittiska Amerika
- Brittiska Honduras
- Brittiska Leewardöarna
- Brittiska Nordamerika
- Brittiska Windwardöarna
- Danska Västindien
- Nya Frankrike
- Nya Nederländerna
- Nya Sverige
- Panamakanalzonen

### Oceanien
- Förenta nationernas förvaltarskapsområde i Stilla havet
- Gilbert och Elliceöarna
- Kungariket Sarawak
- Nederländska Ostindien
- Nederländska Nya Guinea
- Nordborneo
- Nya Hebriderna
- Portugisiska Timor
- Straits Settlements
- Tyska Nya Guinea
- Tyska Samoa

### Sydamerika
- Brittiska Guyana
- Nederländska Guyana
- Vicekungadömet Nya Granada

## Länder med nya namn
- Abessinien - Etiopien
- Brittiska Honduras - Belize
- Burma - Myanmar
- Ceylon – Sri Lanka
- Dahomey – Benin
- Eire – Irland
- Formosa – Taiwan
- Guldkusten - Ghana
- Kampuchea – Kambodja
- Makedonien – Nordmakedonien
- Mesopotamien – Irak
- Nyasaland - Malawi
- Persien – Iran
- Rhodesia – Zimbabwe
- Siam – Thailand
- Sydvästafrika - Namibia
- Tanganyika, Zanzibar - Tanzania
- Vitryssland – Belarus
- Västsamoa – Samoa
- Zaire – Kongo-Kinshasa
- Östpakistan – Bangladesh
- Övre Volta – Burkina Faso

## Utbrytarstater
- Republiken Acre
- Bayerska rådsrepubliken
- Biafra
- Republiken Kalifornien
- Karpato-Ukraina
- Katalanska republiken
- Amerikas konfedererade stater
- Korsikanska republiken
- Kungariket Angelo-Korsika
- Oberoende staten Kroatien
- Autonoma socialistiska sovjetrepubliken Krim
- Kroatiska republiken Herceg-Bosna
- Republiken Ezo
- Republiken Taiwan (1895)
- Salòrepubliken
- Katanga
- Rifrepubliken
- Republiken Rio Grande
- Serbiska republiken Krajina
- Sydkasai
- Slovakiska rådsrepubliken
- Republika Srpska
- Republiken Texas
- Furstendömet Trinidad
- Republiken Prekmurje
- Ukrainska folkrepubliken

## "Independent Homelands" i Sydafrika
- Bophuthatswana
- Ciskei
- Transkei
- Venda